# Tiroler Kaiserjägermuseum
Das Tiroler Kaiserjägermuseum ist ein am 4. Oktober 1880 eröffnetes Museum zur Geschichte der infanteristischen Truppe der k.u.k. Kaiserjäger in Innsbruck. Es ist gemeinsam mit dem Tirol Panorama, mit dem es unterirdisch verbunden ist, unter der Bezeichnung Tirol Panorama mit Kaiserjägermuseum eines der fünf Häuser der Tiroler Landesmuseen. Innerhalb des Museums befindet sich auch noch die Andreas Hofer Galerie und die Tiroler Ehrenhalle.

## Lage
Das Museum befindet sich auf dem Bergiselplateau in Innsbruck (Tirol/Österreich) in unmittelbarer Nähe des 1893 eingeweihten Andreas-Hofer-Denkmals. An der Enthüllung des Andreas-Hofer-Denkmals nahm Kaiser Franz Joseph I. persönlich teil. Auf dem Plateau fand man bei Ausgrabungen Gräberfelder, die auf das Jahr 1000 v. Chr. datiert werden konnten. Die Grundmauern des römischen Castells Veldidena und ein 870 gegründetes Kloster, das vor dem Jahr 1138 an die Prämonstratenser übergeben wurde, befinden sich in Wilten unterhalb des Bergisels in der Nähe des Museums. Am 16. November 1917 übergab das Prämonstratenser Stift Wilten, auf dessen Gelände sich das Museum befand, in Bewunderung der Heldentaten der vaterländischen Truppen, vor allem der Kaiserjäger, diese Teile des Bergisels in das Eigentum der vier Kaiserjägerregimenter.

## Geschichte des Museums
Das Museum wurde 1878 von den Kaiserjägern aufgebaut und 1880 von Oberst Knöpfler, dem damaligen Regimentskommandanten des Tiroler Jägerregiment Kaiser Franz Joseph I. eröffnet. Es enthält Erinnerungsstücke, Waffen, Uniformen sowie Bilder von Persönlichkeiten, die mit den Jägern in einem Bezug standen und Bilder zur Regimentsgeschichte. Im Freigelände ist auch das 1923 fertiggestellte Ehrengrab der unbekannten Kaiserjäger. Es soll an die insgesamt 20.000 im Ersten Weltkrieg gefallenen Kaiserjäger erinnern.
In dem Jahrzehnt nach dem Ersten Weltkrieg wurde das Museum und Vermögen der Kaiserjäger zu einer Stiftung verschmolzen. Im Zweiten Weltkrieg erhielt das Museum einen Bombentreffer. 1959 erfolgte ein wesentlicher Anbau mit Landesgedächtniskapelle und zwei Schauräumen. Dort befinden sich die 154 Bände des Tiroler Ehrenbuchs, in dem die Gefallenen Tirols in den Kriegen von 1796 bis 1945 namentlich festgehalten sind.

## Sonderausstellungen
- Bosnien 1878–1918 (1998)

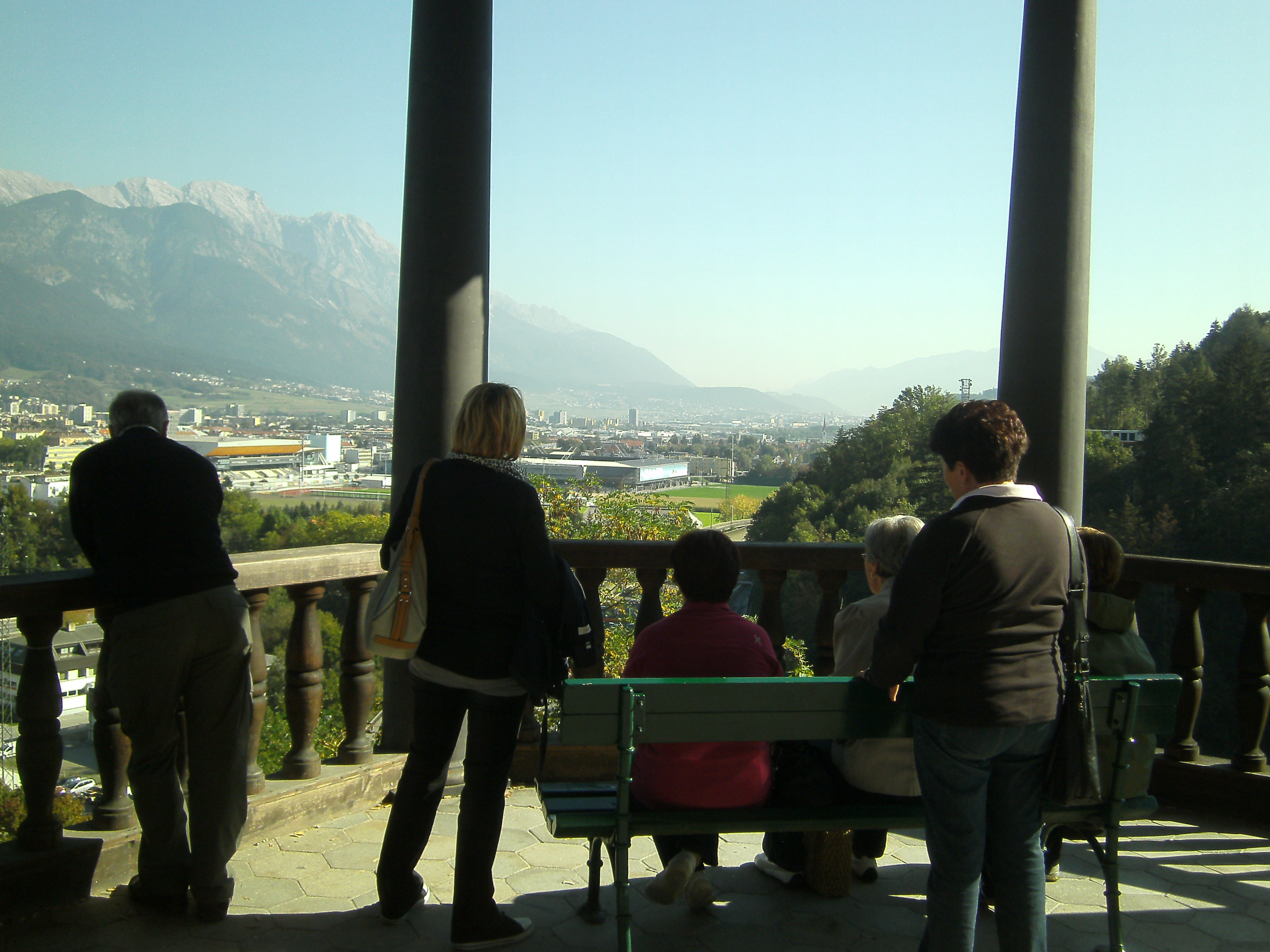
Blick vom Museum auf Innsbruck

- Krieg in den Dolomiten 1915/17 (1999)
- Kampf am Monte Pasubio (2000)
- Gletscherkrieg 1915/18 (2001)
- Cortina zwischen zwei Heeren (2002)
- Die Kämpfe am Isonzo (2003)
- Weltkrieg 1914–1918 – Schicksalsjahr 1914 (2004)
- Krieg an Tirols Grenze 1915/15 (2005)
- Weltkrieg 1914–18 – Mai-Offensive 1916 mit Folgen (2006)
- Weltkrieg 1914–18 – Vom Isonzo zur Piave (2007)

nach Umbau nächste Sonderausstellung im KJM 2012